# 皮尔克
皮尔克是德国巴伐利亚州的一个市镇。总面积26.17平方公里，总人口1785人，其中男性877人，女性908人（2011年12月31日），人口密度68人/平方公里。